# La Trinité (Manche)
Pour les articles homonymes, voir La Trinité.
La Trinité est une commune française, située dans le département de la Manche en région Normandie, peuplée de 401 habitants.

## Géographie
Située dans le sud du canton de Villedieu-les-Poêles, la commune est en lisière de l'Avranchin, du Mortainais, du Pays saint-lois et du Coutançais. Le bourg est à 7 km au sud de Villedieu-les-Poêles.
La Trinité est dans le bassin de la Sienne, par son affluent l'Airou qui y prend sa source au lieu-dit les Monts. Plusieurs de ses courts premiers affluents parcourent le territoire communal. La partie sud-ouest est dans le bassin de la Sée par son affluent le Saultbesnon qui nait également sur le territoire au lieu-dit la Grandinière.
Le point culminant (217 m) se situe au nord-est du bourg, près du lieu-dit Maillette. Le point le plus bas (129 / 130 m) correspond à la sortie de l'Airou du territoire, au nord-ouest. La commune est bocagère.
| Bourguenolles | Villedieu-les-Poêles-Rouffigny (comm. dél. de Rouffigny) | Chérencé-le-Héron  |
| Bourguenolles | La Trinité                                               | Chérencé-le-Héron  |
| Le Parc       | La Chaise-Baudouin                                       | La Chaise-Baudouin |

### Hydrographie
La commune est située dans le bassin Seine-Normandie. Elle est drainée par l'Airou, le ruisseau de Saultbesnon, le cours d'eau 04 de la commune de la Trinité, le fossé 01 de la Poulinière Navet, le fossé 01 de la Robergère et divers autres petits cours d'eau,.
L'Airou, d'une longueur de 30 km, prend sa source dans la commune  et se jette  dans la Sienne à Ver, après avoir traversé douze communes.

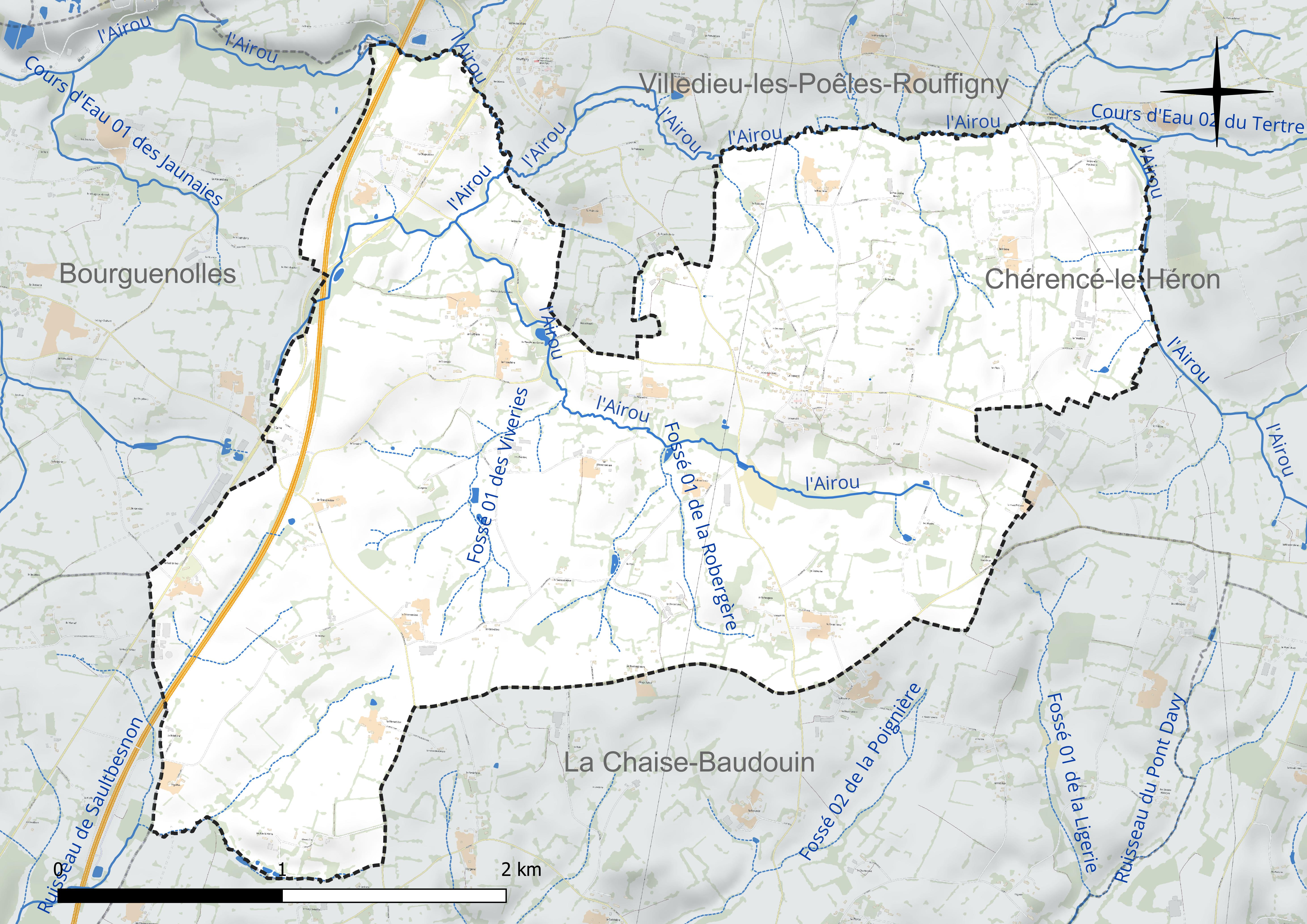
Réseau hydrographique de la Trinité.

Le ruisseau de Saultbesnon, d'une longueur de 12 km, prend sa source dans la commune  et se jette  dans la Sée à Tirepied-sur-Sée, après avoir traversé trois communes.

### Climat
Pour des articles plus généraux, voir Climat de la Normandie et Climat de la Manche.
En 2010, le climat de la commune est de type climat océanique franc, selon une étude du CNRS s'appuyant sur une série de données couvrant la période 1971-2000. En 2020, Météo-France publie une typologie des climats de la France métropolitaine dans laquelle la commune est exposée à un climat océanique et est dans la région climatique  Normandie (Cotentin, Orne), caractérisée par une pluviométrie relativement élevée (850 mm/a) et un été frais (15,5 °C) et venté. Parallèlement le GIEC normand, un groupe régional d’experts sur le climat, différencie quant à lui, dans une étude de 2020, trois grands types de climats pour la région Normandie, nuancés à une échelle plus fine par les facteurs géographiques locaux. La commune est, selon ce zonage, exposée à un « climat contrasté des collines », correspondant au Bocage normand, bien arrosé, voire très arrosé sur les reliefs les plus exposés au flux d’ouest, et frais en raison de l’altitude.
Pour la période 1971-2000, la température annuelle moyenne est de 10,3 °C, avec une amplitude thermique annuelle de 13 °C. Le cumul annuel moyen de précipitations est de 1 100 mm, avec 14,8 jours de précipitations en janvier et 9,6 jours en juillet. Pour la période 1991-2020, la température moyenne annuelle observée sur la station météorologique la plus proche, située sur la commune de Longueville à 24 km à vol d'oiseau, est de 11,9 °C et le cumul annuel moyen de précipitations est de 802,4 mm,. Pour l'avenir, les paramètres climatiques de la commune estimés pour 2050 selon différents scénarios d’émission de gaz à effet de serre sont consultables sur un site dédié publié par Météo-France en novembre 2022.

## Urbanisme

### Typologie
Au 1er janvier 2024, La Trinité est catégorisée commune rurale à habitat très dispersé, selon la nouvelle grille communale de densité à sept niveaux définie par l'Insee en 2022.
Elle est située hors unité urbaine et hors attraction des villes,.

### Occupation des sols
L'occupation des sols de la commune, telle qu'elle ressort de la base de données européenne d’occupation biophysique des sols Corine Land Cover (CLC), est marquée par l'importance des territoires agricoles (100 % en 2018), une proportion identique à celle de 1990 (100 %). La répartition détaillée en 2018 est la suivante : prairies (69,6 %), zones agricoles hétérogènes (22,6 %), terres arables (7,8 %). L'évolution de l’occupation des sols de la commune et de ses infrastructures peut être observée sur les différentes représentations cartographiques du territoire : la carte de Cassini (XVIIIe siècle), la carte d'état-major (1820-1866) et les cartes ou photos aériennes de l'IGN pour la période actuelle (1950 à aujourd'hui).

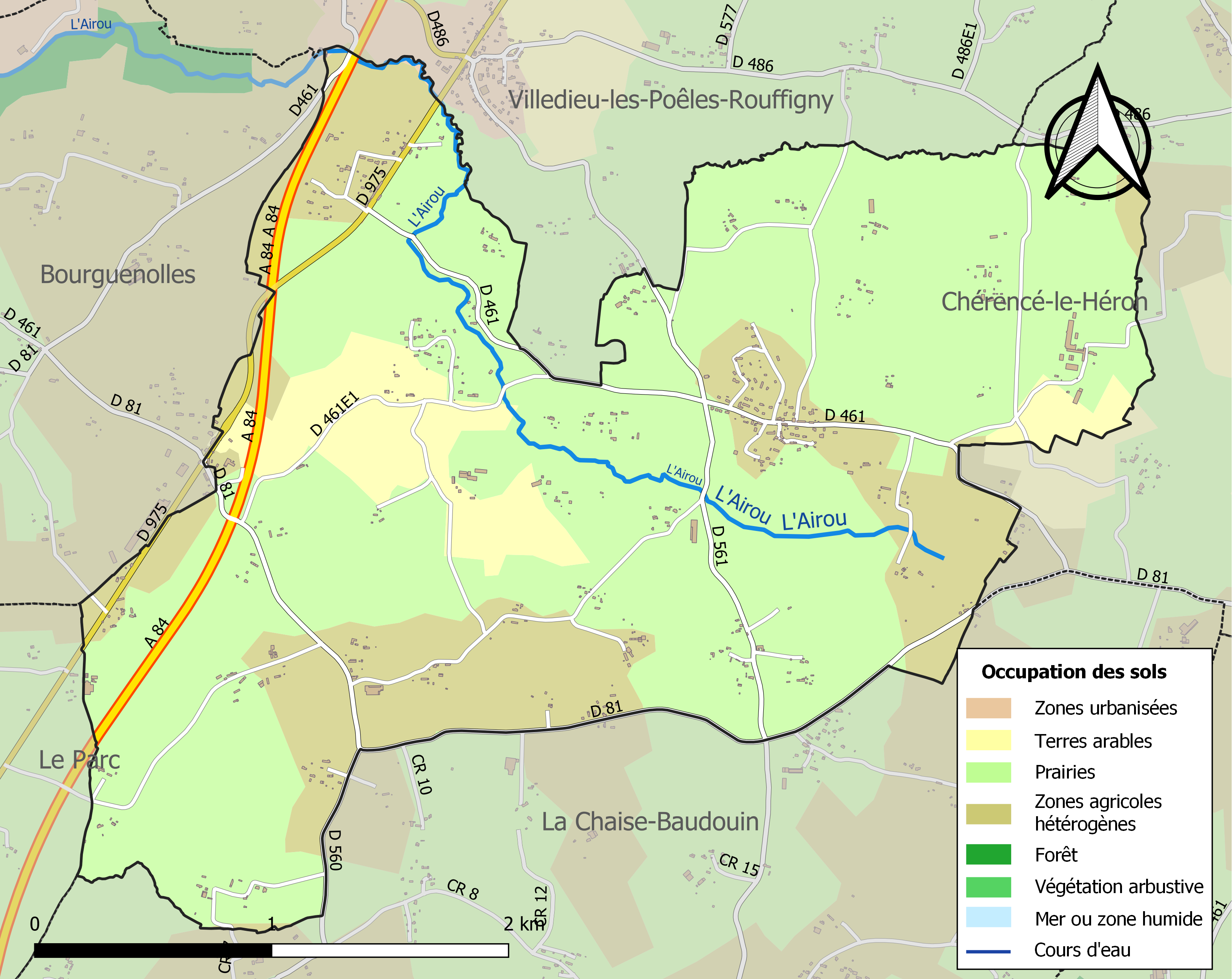
Carte des infrastructures et de l'occupation des sols de la commune en 2018 (CLC).

## Toponymie
Le nom de la localité est attesté sous la forme apud Sanctam Trinitatem en 1186.
L'église et la paroisse sont placées sous l'invocation de la Sainte Trinité. Cet hagiotoponyme est commun à une douzaine de communes en France. Dans ce cas précis, il rappelle l'implantation de l'ordre de la Trinité.
Le gentilé est Triniton.

## Histoire
Gabriel-François Lucas († 1795) vicaire à La Trinité de 1769 à 1792, qui avait prêté serment fut tué par les Chouans au début de 1795.

## Héraldique
| Blason de La Trinité (Manche) | Blason  | D'azur à la fasce d'or chargée d'un tourteau de sable accosté de deux coquilles de gueules, accompagnée, en chef à dextre d'une fleur de lys aussi d'or et, en pointe, d'un lion d'argent tenant une hallebarde d'or. |
| Blason de La Trinité (Manche) | Détails | |

## Politique et administration
| Période                                  | Période   | Identité               | Étiquette | Qualité                |
| ---------------------------------------- | --------- | ---------------------- | --------- | ---------------------- |
| 1943                                     | 1947      | Armand Chapel          |           |                        |
| 1947                                     | 1977      | Marcel Vivier          |           |                        |
| 1977                                     | 1983      | Marie-Thérèse Godefroy |           |                        |
| 1983                                     | 1995      | Raymond Fontenelle     |           |                        |
| 1995                                     | mars 2008 | Étienne Vivier         | SE        | Agriculteur            |
| mars 2008                                | mai 2020  | Gilbert Fontenay       | SE        | Retraité (agriculture) |
| mai 2020                                 | En cours  | Serge Bossard          | SE        | Retraité d’Enedis      |
| Les données manquantes sont à compléter. |           |                        |           |                        |

Le conseil municipal est composé de onze membres dont le maire et trois adjoints.

## Démographie
L'évolution du nombre d'habitants est connue à travers les recensements de la population effectués dans la commune depuis 1793. Pour les communes de moins de 10 000 habitants, une enquête de recensement portant sur toute la population est réalisée tous les cinq ans, les populations de référence des années intermédiaires étant quant à elles estimées par interpolation ou extrapolation. Pour la commune, le premier recensement exhaustif entrant dans le cadre du nouveau dispositif a été réalisé en 2008.
En 2022, la commune comptait 401 habitants, en évolution de +1,01 % par rapport à 2016 (Manche : −0,31 %, France hors Mayotte : +2,11 %).
La Trinité a compté jusqu'à 830 habitants en 1846.
| 1793 | 1800 | 1806 | 1821 | 1831 | 1836 | 1841 | 1846 | 1851 |
| ---- | ---- | ---- | ---- | ---- | ---- | ---- | ---- | ---- |
| 682  | 607  | 695  | 783  | 800  | 818  | 794  | 830  | 828  |

| 1856 | 1861 | 1866 | 1872 | 1876 | 1881 | 1886 | 1891 | 1896 |
| ---- | ---- | ---- | ---- | ---- | ---- | ---- | ---- | ---- |
| 785  | 746  | 777  | 678  | 686  | 658  | 622  | 612  | 586  |

| 1901 | 1906 | 1911 | 1921 | 1926 | 1931 | 1936 | 1946 | 1954 |
| ---- | ---- | ---- | ---- | ---- | ---- | ---- | ---- | ---- |
| 558  | 509  | 530  | 449  | 455  | 444  | 449  | 433  | 436  |

| 1962 | 1968 | 1975 | 1982 | 1990 | 1999 | 2006 | 2008 | 2013 |
| ---- | ---- | ---- | ---- | ---- | ---- | ---- | ---- | ---- |
| 444  | 408  | 339  | 327  | 309  | 312  | 370  | 387  | 392  |

| 2018 | 2022 | - | - | - | - | - | - | - |
| ---- | ---- | - | - | - | - | - | - | - |
| 392  | 401  | - | - | - | - | - | - | - |

## Culture locale et patrimoine

### Lieux et monuments
- Église de la Sainte-Trinité des XIIe, XVIe, XIXe – XXe siècles. L'édifice a été en grande partie reconstruit au XIXe siècle en style néogothique. Des traces de pierres disposées en épi ou arêtes de poissons, indiquent l'art roman. Elle abrite une verrière du (XXe de Mazuet, et un maître-autel et autels latéraux du XVIIIe.
- Croix de cimetière du XIXe siècle, croix de chemin du XVIIIe siècle.
- Ancien moulin.